# Changji, Changji
Changji, tidigare stavat Changki, är en stad på häradsnivå och huvudort i den autonoma prefekturen Changji i Xinjiang-regionen i nordvästra Kina.